# Bendix Grodtschilling den ældre
 Der er flere personer med dette navn, se Bendix Grodtschilling.
Bendix Grodtschilling (den ældre) (født omkring 1620 i Holsten, død marts 1690 i København) var en dansk kunstkammerforvalter, far til Bendix Grodtschilling den yngre.
Han er født i Holsten (formentlig i Itzehoe), hvor han, i egenskab af dygtig snedker og drejer, 12. august 1655 fik ridderligt våbenskjold af Johan Rist, præst i Wedel og romersk kejserlig pfalz- og hofgreve, blev efter i en årrække at have været bosat i Itzehoe og Hamborg i 1660 indkaldt til Danmark og taget i kongens tjeneste som drejer. Som sådan blev han meget sysselsat, forfærdigede kårdefæster af agat, elfenbensarbejder, tronstolen af narhvalstand i 1662, også solidere ting som 1678 løbebroer over Rosenborg Slotskanal, og i 1684 havde han en kongelig trone ”under hænder”. Da det kongelig kunstkammer i 1680 overflyttedes fra Københavns Slot til dets nye bygning, blev Grodtschilling, som da var ansat og havde været meget virksom herved, den første kunstkammerforvalter. Christian V lod til erindring om kunstkammerets indretning Grodtschillings portræt, med nøglen til kunstkammeret i hånden, sætte over indgangsdøren til dette. Grodtschilling var to gange gift; sin anden hustru, Cathrine, ægtede han i august 1678; hun var endnu i live 1702. Grodtschilling døde i København i marts 1690 og er begravet i Trinitatis Kirke.

## Ekstern henvisning
- Bendix Grodtschilling den ældre på Kunstindeks Danmark/Weilbachs Kunstnerleksikon

| Efterfulgte: Embede oprettet | Kongelig kunstkammerforvalter 1680 - 1690 | Efterfulgtes af: Bendix Grodtschilling den yngre |